# Starče, Grabštanj
Starče (nemško Schulterndorf) je naselje v Občini Grabštanj v Okraju Celovec-dežela na Koroškem v Avstriji.